# Ditonus
| Pythagoreïsch interval                |               |        |
| Namen                                 | Ratio         | Cents  |
| ------------------------------------- | ------------- | ------ |
| komma                                 | 531441/524288 | 23.5   |
| limma kleine semitoon                 | 256/243       | 90.2   |
| apotome grote semitoon                | 2187/2048     | 113.7  |
| toon                                  | 9/8           | 203.9  |
| semiditonus                           | 32/27         | 294.1  |
| ditonus                               | 81/64         | 407.8  |
| reine kwart diatessaron sesquitertium | 4/3           | 498.0  |
| tritonus                              | 729/512       | 611.7  |
| reine kwint diapente sesquialterum    | 3/2           | 702.0  |
| octaaf diapason                       | 2/1           | 1200.0 |

Een ditonus is in de stemming van Pythagoras het interval tussen twee grote hele tonen, dus elk van de verhouding 9:8. Een ditonus is daardoor een dissonante wijde grote terts met de verhouding 81:64.
Het verschil tussen de ditonus en de reine grote terts (5/4) is juist het didymische komma (81/80).